# Jhajjar
Jhajjar (hindi: झज्जर, punjabi: ਝਜਰ) är en stad i den indiska delstaten Haryana och centralort i Jhajjardistriktet. Vid folkräkningen 2011 hade staden 48 424 invånare.